# Le Cellier
Le Cellier é uma comuna francesa na região administrativa do País do Loire, no departamento de Loire-Atlantique. Estende-se por uma área de 35.99 km². Em 2010 a comuna tinha 3 988 habitantes (densidade: 110,8 hab./km²).